# Channa-channa
Channa-channa je chetitská a churitská bohyně-matka. Je popisována jako „Velká matka“ a uctívána také jako bohyně porodu. V legendě o zmizelém bohu vegetace Telepinovi vyslala včelu, aby jej nalezla. Když ho včela štípla, čímž ho probudila, Telepinu si vylil svoji zlost na okolním světě, který postihlo sucho, neúroda a hlad, nakonec ho však usmířily prosby lidí.
Podle zmínky latinského autora Lactantia se kněžky frýžské bohyně plodnosti Kybely jmenovaly melissai tedy včely.